# José Luís de Mendonça
José Luís de Mendonça (Recife, meados do século XVIII — Salvador, 12 de junho de 1817) foi um advogado e revolucionário brasileiro. Homem rico e inteligente, gozava de uma reputação de ser alguém honesto e com prestígio nas classes abastadas de Pernambuco.
Era moderado, mas exerceu papel de destaque na Revolução Pernambucana: foi o redator do Preciso, manifesto divulgado em 9 de março, e o responsável por criar a constituição do governo provisório. Condenado à morte pelo crime de lesa-majestade, foi fuzilado em junho de 1817.

## Biografia
José Luís de Mendonça nasceu no Recife em meados do século XVIII, numa família abastada. Homem de letras e advogado, gozava de grande respeito em Pernambuco.
Era um crítico da administração portuguesa, mas também um moderado: tinha preferência pelo regime monárquico constitucional, e chegou a brigar com Domingos José Martins porque queria, antes de tudo, propor apenas que a Coroa baixasse os impostos. Ainda assim, foi fundamental na Revolução Pernambucana, responsável por criar a constituição do governo provisório.
Fiel, não renegou a revolução quando ela começou a fracassar, e teve a ingenuidade de ficar no Recife e de se apresentar ao almirante, que o mandou prender. Como Pernambuco estava sem governador português àquela altura, foi enviado para julgamento na Bahia, sendo fuzilado em 12 de junho de 1817 no Campo da Pólvora em Salvador.